# Carlos Valdes (Schauspieler)

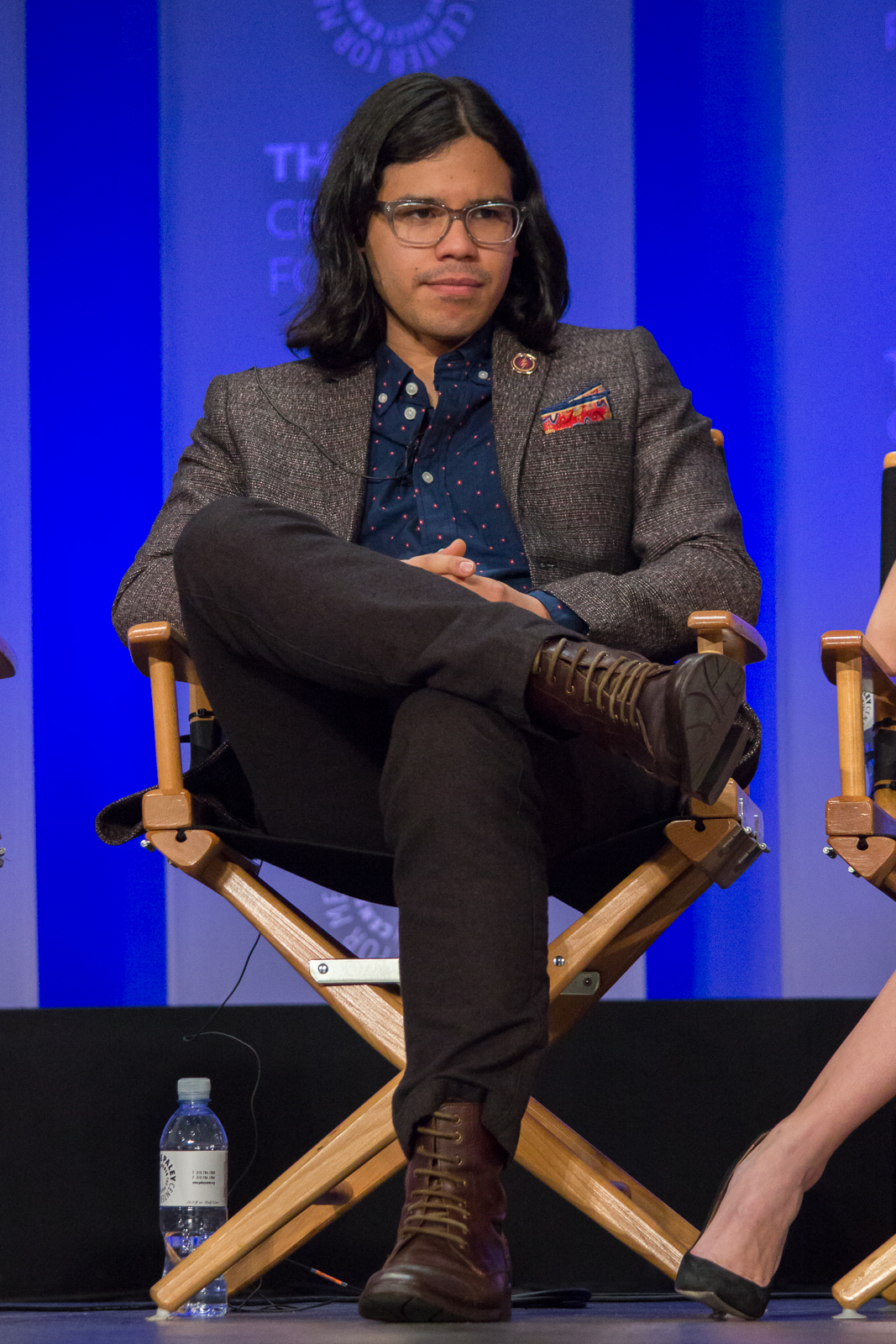
Carlos Valdes (2015)

Carlos Valdes (* 20. April 1989 in Cali) ist ein US-amerikanisch-kolumbianischer Schauspieler. Bekannt wurde er durch seine Rolle als Cisco Ramon in der Fernsehserie The Flash. Dieselbe Figur spielt er auch in einigen Folgen der Serie Arrow. Außerdem ist er Mitglied der Musicalgruppe StarKid Productions, für deren Musical Me and My Dick er 2009 mehrere Songs komponierte.

## Filmografie (Auswahl)
- 2014–2016, 2018: Arrow (Fernsehserie, 6 Folgen)
- 2014–2021: The Flash (Fernsehserie)
- 2015–2016: Vixen (Webserie, 7 Folgen, Stimme von Cisco Ramon)
- 2016–2017: DC’s Legends of Tomorrow (Fernsehserie, 3 Folgen)
- 2016–2018: Supergirl (Fernsehserie, 3 Folgen)
- 2017: Freedom Fighters: The Ray  (Fernsehserie, 3 Folgen, Stimme)
- 2023: Up Here (Fernsehserie)